# George R. Malby
George Roland Malby (* 16. September 1857 in Canton, New York; † 5. Juli 1912 in New York City) war ein US-amerikanischer Jurist und Politiker. Zwischen 1907 und 1912 vertrat er den Bundesstaat New York im US-Repräsentantenhaus.

## Werdegang
George Malby wurde ungefähr vier Jahre vor dem Ausbruch des Bürgerkrieges im St. Lawrence County geboren. Er besuchte die Canton Union School und die St. Lawrence University in Canton. Malby studierte Jura. Nach dem Erhalt seiner Zulassung als Anwalt 1881 begann er in Ogdensburg zu praktizieren. Er war Friedensrichter in Oswegatchie. Politisch gehörte er der Republikanischen Partei an. Zwischen 1890 und 1895 saß er in der New York State Assembly. Während dieser Zeit wählten ihn seine Parteikollegen in der Assembly zu ihrem Anführer. 1894 hielt er den Posten als Speaker inne. Er saß zwischen 1895 und 1907 im Senat von New York.
Bei den Kongresswahlen des Jahres 1906 für den 60. Kongress wurde Malby im 26. Wahlbezirk von New York in das US-Repräsentantenhaus in Washington, D.C. gewählt, wo er am 4. März 1907 die Nachfolge von William H. Flack antrat. Er wurde zwei Mal in Folge wiedergewählt, verstarb allerdings vor dem Ende seiner letzten Amtszeit am 5. Juli 1912 in New York City. Sein Leichnam wurde dann auf dem gleichnamigen Friedhof in Ogdensburg beigesetzt.